# 林口線

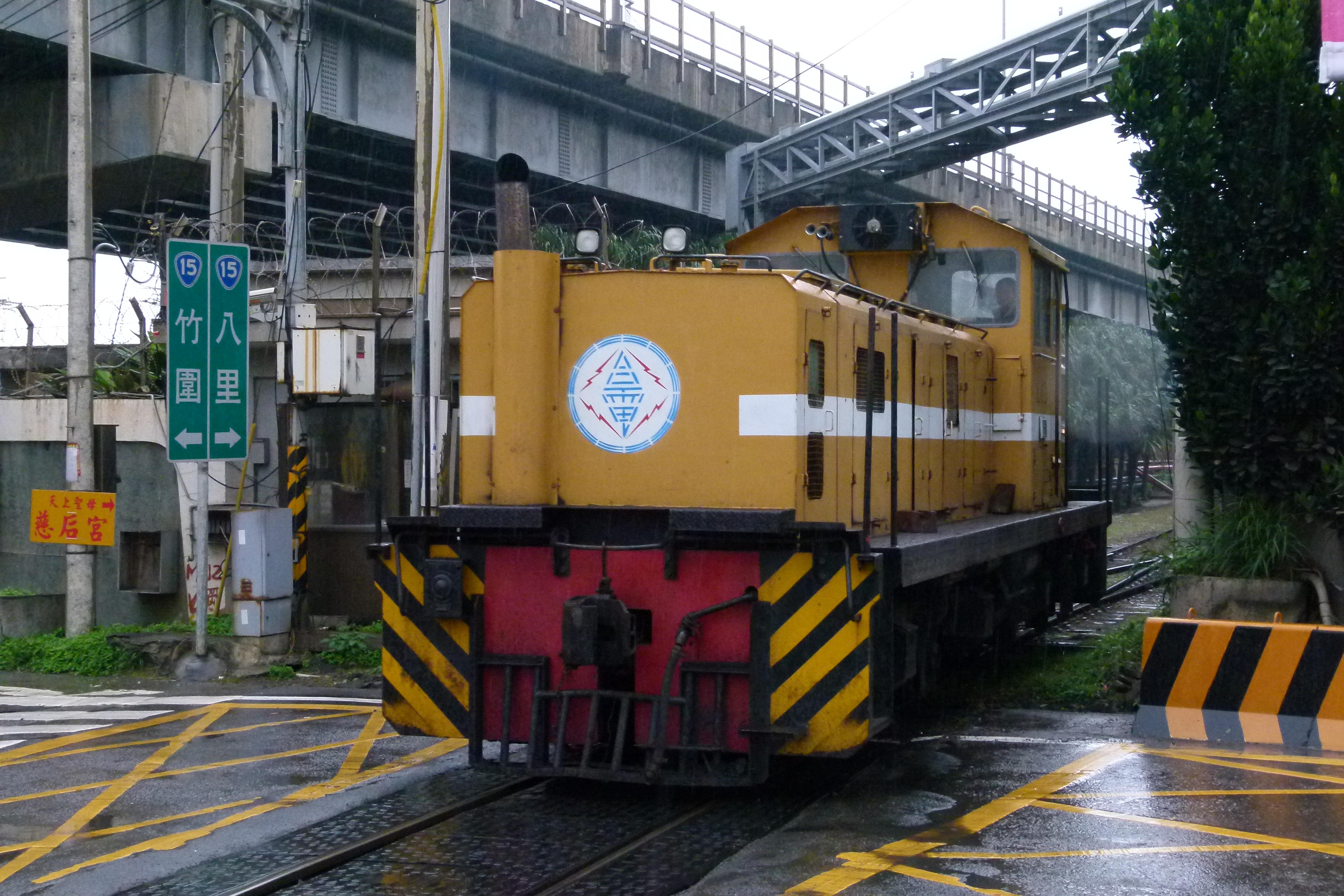
林口発電所に出入りする車両

林口線（りんこうせん）は、台湾桃園県桃園市の桃園駅から新北市林口区の林口駅を結んでいた台湾鉄路管理局の鉄道路線。起終点の駅名から桃林鉄路（とうりんてつろ、拼音: Táolín Tiělù）とも呼ばれる。

## 概要
新北市林口区にある林口火力発電所への石炭輸送を目的とした貨物線として1968年1月1日に開通した。貨物線として敷設されたため、林口区中心部より非常に遠い場所に設置されている。全線非電化の単線で、全長は18.4キロメートル。途中、製油所やセメント工場への専用線にもつながっているが、現在これらの専用線はほとんど使われなくなっている。
1970年代後半ごろより周辺地域の宅地化が進み、周辺の道路の混雑が激烈になるにつれ、地域住民より林口線の旅客化を訴える声が増加した。そのため、2005年10月28日より桃園県政府と台湾鉄路管理局の合弁のもと、試験的に桃園駅 - 海湖駅間の15.6キロメートルで、平日2往復のみの旅客営業が始められた。なお旅客営業にかかる経費は桃園県政府の支出で賄われており、運賃は無料とされていた。
旅客営業は周辺住民の通勤・通学の足として好評だが、発電所の石炭輸送へ影響が出てしまうため、現状ではこれ以上の増発は難しいとされている。石炭輸送が八里区にある2008年に開港の台北港を利用し、海運で行われるようになれば増発及び線路改善などが可能になる。
桃林鉄路の桃園駅は縦貫線の同駅とは共有となっておらず、専用プラットホームが駅前横の駐車場内に設置されている。また出入口が車道と共有となっているために、立入る際には自動車の出入りに注意が必要である。
また、台湾桃園国際空港の近くを走るため、前述の旅客化計画とは別に空港へのアクセス線とする計画もあったが、路線の規格が貧弱で空港アクセス線としては使用に耐えないことなどから、この計画は見送られた。空港アクセス線については、2013年6月開通をめどに三重駅から中壢駅間で新設の捷運（桃園機場捷運）が担うことになった。
なお、2012年12月末をもって桃園駅周辺の高架化事業着手により営業を休止することとなった。

## 歴史
- 1968年1月1日 - 貨物線として開通[1]。
- 2005年10月27日 - 桃園-長興間に旅客列車を1日2往復運行開始[2]。（正式開業は翌日[3]）
- 2009年8月10日 - 長興-海湖間に旅客列車の運行開始[4][5]。
- 2012年12月28日 - 桃園駅高架化事業着手により、最終列車が運行され、旅客営業を休止[6]。
- 2012年12月31日 - 最後の貨物列車が運行され、貨物営業を休止[7]。

廃止後は遊歩道および自転車道への転換が進められ、桃園区内は2018年10月に、蘆竹区内は2020年8月に完工した。

## 運行形態
- 日本の在来線と同様、軌間は1067mmの狭軌である。
- 区間車が1日2往復運行されていた。

## 使用車両
- 区間車：DR1000型気動車

### 過去の使用車両
- DR2700型気動車
- DR2510型気動車

## 駅一覧
所在地は廃止当時のもの。
| 駅名       | 駅名         | 駅名                                   | 駅間 キロ | 累計 キロ | 等級 | 接続路線・備考 | 所在地 | 所在地 |
| 日本語     | 繁体字中国語 | 英語                                   | 駅間 キロ | 累計 キロ | 等級 | 接続路線・備考 | 所在地 | 所在地 |
| ---------- | ------------ | -------------------------------------- | --------- | --------- | ---- | -------------- | ------ | ------ |
| 桃園駅     | 桃園車站     | Taoyuan Station                        | -         | 0.0       | 招呼 | 縦貫線と接続   | 桃園県 | 桃園市 |
| 桃園高中駅 | 桃園高中車站 | Taoyuan Senior High School Station     | 2.2       | 2.2       | 招呼 | 時刻表上は桃中 | 桃園県 | 桃園市 |
| 宝山駅     | 寶山車站     | Baushan Station (Baoshan Station)      | 2.3       | 4.5       | 招呼 |                | 桃園県 | 桃園市 |
| 南祥駅     | 南祥車站     | Nanshiang Station (Nanxiang Station)   | 3.75      | 8.25      | 招呼 |                | 桃園県 | 亀山郷 |
| 五福駅     | 五福車站     | Wufu Station                           | 1.55      | 9.8       | 貨物 | 貨物専用駅     | 桃園県 | 蘆竹郷 |
| 長興駅     | 長興車站     | Changshing Station (Changxing Station) | 1.9       | 11.7      | 招呼 |                | 桃園県 | 蘆竹郷 |
| 海山駅     | 海山車站     | Haishan Station                        | 2.12      | 13.82     | 招呼 |                | 桃園県 | 蘆竹郷 |
| 海湖駅     | 海湖車站     | Haihu Station                          | 1.78      | 15.6      | 招呼 | 旅客輸送終点   | 桃園県 | 蘆竹郷 |
| 林口駅     | 林口車站     | Linkou Station                         | 2.8       | 18.4      | 貨物 | 貨物専用駅     | 新北市 | 林口区 |

## 時刻表
| 3301  | 3305  | 列車番号 | 3302  | 3306  |
| ----- | ----- | -------- | ----- | ----- |
| 06:55 | 17:10 | 桃園     | 08:27 | 18:42 |
| 07:00 | 17:15 | 桃園高中 | 08:22 | 18:37 |
| 07:05 | 17:20 | 宝山     | 08:17 | 18:32 |
| 07:15 | 17:30 | 南祥     | 08:07 | 18:22 |
| 07:24 | 17:39 | 長興     | 07:58 | 18:13 |
| 07:29 | 17:44 | 海山     | 07:53 | 18:08 |
| 07:33 | 17:48 | 海湖     | 07:48 | 18:03 |

- 土、日曜日運転休止
- 無料

## 画像

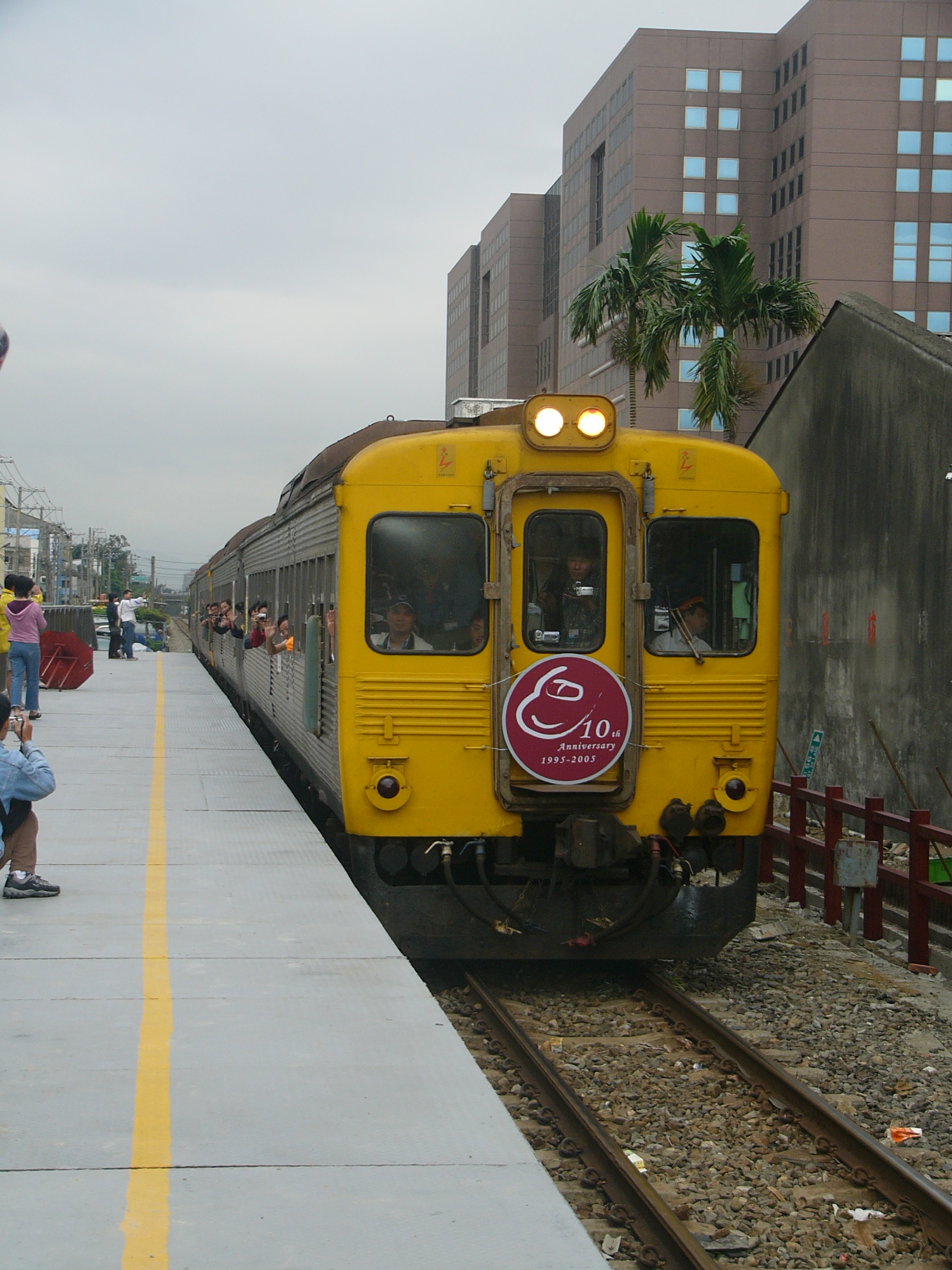
旅客サービス開始試験時に短期使用されたDR2700型気動車
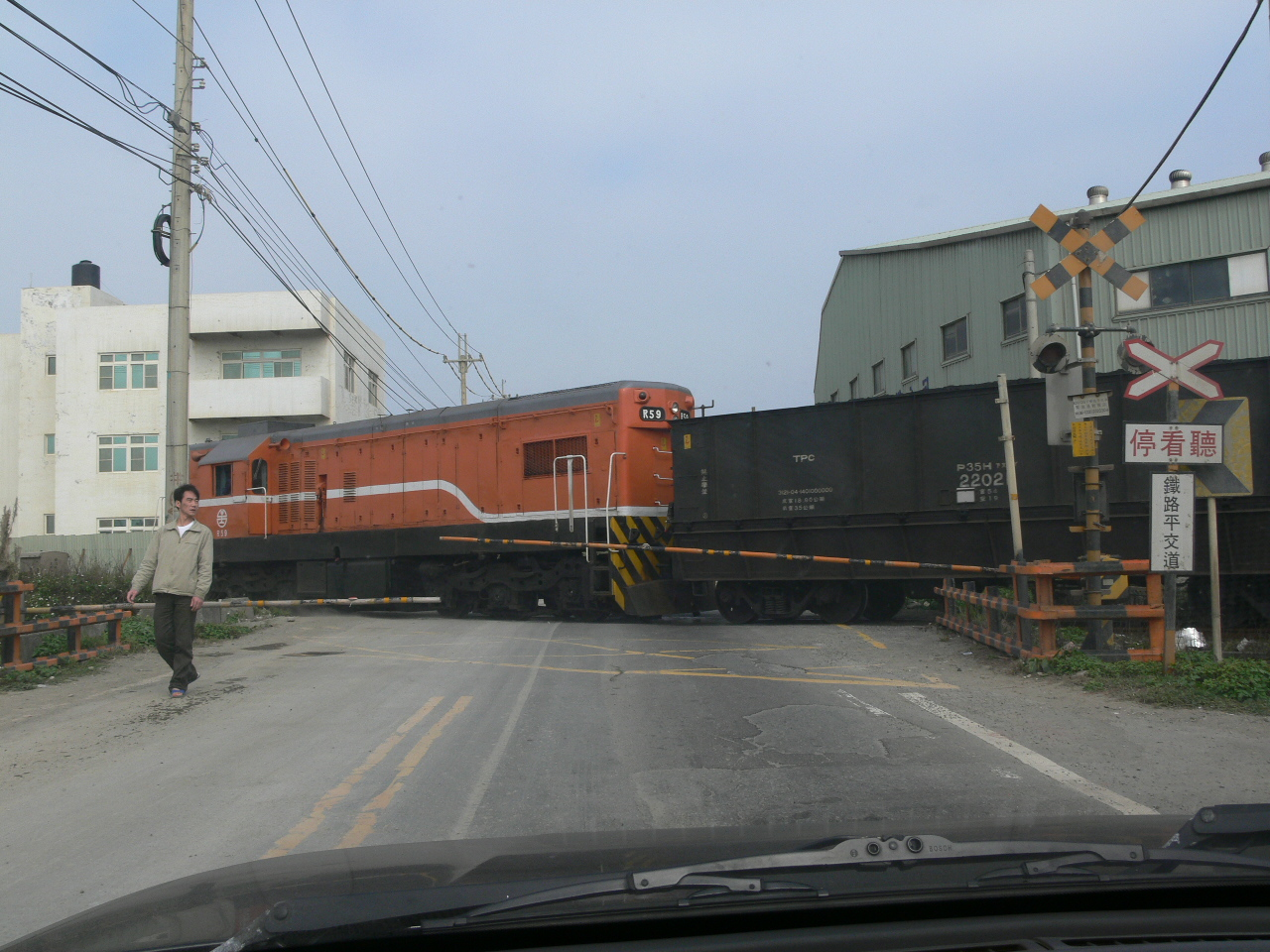
林口線の運炭列車